# Karl-Ernst Swora
Karl-Ernst Swora (* 12. November 1933 in Alt Raudten, Provinz Niederschlesien; † 9. September 2001 in Berlin) war ein deutscher Architekt und Bauingenieur, der mit seinen Bauten in den 1960er bis 1980er Jahren die Neugestaltung des Ost-Berliner Stadtzentrums entscheidend mitprägte. Die Gebäude Ungarische Botschaft in Berlin Unter den Linden, 1966, und Haus des Berliner Verlages, 1973, sind ein Bekenntnis zur Moderne in der Tradition des Bauhauses. Sworas wichtigste Projekte waren der Palast der Republik, bei dem er stellvertretender Chefarchitekt war, und die Berliner Charité u. a. mit dem Neubau des Chirurgischen Zentrums und dem Bettenhochhaus. Damit ist Karl-Ernst Swora, aus heutiger Sicht, ein wichtiger Vertreter der „Ostmoderne“ auf dem Gebiet des Gesellschaftsbaus. In seiner Funktion als Chefarchitekt der Berliner Charité (1976–90) und Generalprojektant Friedrichstraße Nord gehört er neben Heinz Graffunder, Manfred Prasser, Günter Stahn und anderen zu den herausragenden Generalplanern Ost-Berlins.

## Leben und Werk

### Ausbildung und erste Arbeiten
Karl-Ernst Swora stammt aus einfachen Verhältnissen. Der Vater kam während des Zweiten Weltkrieges durch einen Unfall ums Leben, die Mutter floh mit ihm aus Schlesien vor der herannahenden Front. Sein Ziel, Architektur zu studieren um etwas aufzubauen, erwuchs sicherlich aus entbehrungsreicher Kindheit und Erfahrungen des Krieges mit dessen Zerstörungen. Swora begann seinen Weg an der Basis: Er erlernte in Neustadt (Sachsen) den Beruf des Bau- und Möbeltischlers und erwarb später den Meisterbrief. Nach dem Besuch der Fachschule für Ausbautechnik in Weimar von 1952 bis 1953 folgten Studien an der Fachschule für Innenarchitektur und Holztechnik und der Ingenieurschule für Bauwesen Berlin, die er als Bauingenieur abschloss. Anschließend arbeitete er von 1957 bis 1960 im Projektierungsbüro Berlin und im Zentralen Entwurfs- und Konstruktionsbüro der NVA in Berlin. 1961 wechselte er zum VEB Berlin-Projekt in das Kollektiv von Hanns Hopp und war dort bis 1967 tätig.
In dieser Zeit plante und realisierte er ein Bürogebäude in der Storkower Straße (1961, mit Manfred Prasser) und die Appartementhäuser in der Friedrichsgracht (1964, mit Heinz Graffunder).
1966 projektierte Swora, als verantwortlicher Architekt im Kollektiv Hopp, das Gebäude für die Ungarische Botschaft in Berlin Unter den Linden. Damit realisierte er erstmals einen größeren Gesellschaftsbau, der später durch die unter Denkmalschutzstellung als beispielhaftes Gebäude der DDR-Moderne gewürdigt wurde; 1999 erfolgte der umstrittene Abbruch und ein Botschaftsneubau durch den Hausherrn, nicht in Anlehnung der vorherigen Architekturpläne.
Der Planungsbetrieb VEB Berlin-Projekt ging 1968 im neu gegründeten VEB BMK Ingenieurhochbau Berlin (IHB) auf. Dort setzte Swora im Betrieb IHB-Projektierung mit seinem eigenen Büro bis zur Auflösung des Kombinats 1990 seine Karriere fort und errichtete zunächst das Bürogebäude für das Bau-und Montagekombinat (BMK) in der Karl-Liebknecht-Straße.
In den folgenden Jahren arbeitete er an vielen entscheidenden Vorhaben des Gesellschaftsbaus in Berlin: So entstand 1973, am Alexanderplatz, das Haus des Berliner Verlages mit dem Pressecafé. Nach bewegter Nachwendezeit (geplanter Abriss, dann Umbau in den 1990ern) wurde das Gebäude 2015, gemeinsam mit dem Gebäudeensemble der Nachkriegsmoderne am Alexanderplatz, unter Denkmalschutz gestellt. Nach dem denkmalgerechten Umbau durch das Architekturbüro Gerkan, Marg und Partner (GMP) hat es heute weitestgehend seine historische Fassade zurückerhalten. Andere Bauten des Architekten wurden abgerissen (Palast der Republik, Empfangsgebäude des Berliner Ostbahnhof) oder erhielten ein anderes Erscheinungsbild (Bettenhochhaus der Charité, nach Umbau).

### Palast der Republik
Gemeinsam mit Heinz Graffunder leitete er das wichtigste Bauprojekt der DDR der 1970er Jahre, den Bau des Palasts der Republik. Zunächst wurden von einem Kollektiv der Bauakademie Berlin unter Leitung von Heinz Graffunder, beginnend mit einer Vorstudie, erste Pläne für ein Mehrzweckgebäude erarbeitet. Nach Beschluss der DDR-Regierung für das Gebäude, erfolgte die Bildung eines sogenannten „Generalprojektanten“, womit im Betrieb IHB-Projektierung die planerischen Ressourcen gebündelt wurden und die weitere „Gleitende Planung“ erfolgte. Karl-Ernst Swora übernahm seitens des Ingenieurhochbau Berlin die Position des Stellvertretenden Chefarchitekten und war insbesondere für die Konzeption der Innengestaltung (Phase 4–6) und Leitung der vom Minister für Bauwesen berufenen Konsulentengruppe (u. a. Josef Kaiser, Gerhard Guder, Edmund Collein, Wolfgang Urbanski) verantwortlich.

### Charité
Nach der Bewältigung dieses architektonischen und organisatorischen Meilensteins folgten neben der Umsetzung eigener Projekte auch Aufgaben als Generalplaner. Von 1976 bis 1990 war er Chefarchitekt der Berliner Charité und leitete und plante unter Mitwirkung vieler Architekten seines Kollektivs (u. a. Günter Kunert, Gunter Derdau, Gerd Piper, Heinz Aust, Friedrich Kalusche, Dieter Bankert und viele mehr), die Rekonstruktion und den Neubau der Charité mit Speisenversorgung, Chirurgisch orientiertem Zentrum und Bettenhaus (nach Umbau anderes Erscheinungsbild).

### Ostbahnhof
Zur 750-Jahrfeier Ost-Berlins im Jahr 1987 realisierte das Kollektiv Swora die Planung des neuen Empfangsgebäudes des Berliner Ostbahnhof, der kurzzeitig zum „Hauptbahnhof der Hauptstadt der DDR“ wurde. Nach der Wende wurde das Gebäude von der Deutschen Bahn abgerissen, weil sich das neue gewünschte Konsum-Konzept nicht im bestehenden Bau umsetzen ließ. Das Gebäude hätte heute eine gute Aussage über die Architektursprache von Karl-Ernst Swora getroffen, wie sein Sohn Sven Swora auf seinem Blog schreibt:

„Vielleicht das vergessenste Groß-Projekt der 1980er Jahre in Ost-Berlin, der Hauptbahnhof. Zur 750 Jahrfeier 1987 wurde der Berliner Ostbahnhof zum Hauptbahnhof umgebaut und erhielt eine beeindruckende moderne Eingangshalle, die mit ihren vor die Glasfassade gesetzten Rundbögen aus Klinker noch einen Verweis auf die frühere alte Bahnhofshalle herstellte. Der Architekt war mein Vater, Karl-Ernst Swora mit seinem Kollektiv. Mit dem „Fliegenden Dach“ mit großem Dachüberstand auf einer gläsernen Fassadenfront wurde Bezug auf Mies' Architektur-Ikone Neue Nationalgalerie genommen. (Auf einer Reise nach Chicago zu den Gebäuden von Frank Lloyd Wright und Mies van der Rohe, in den frühen 1990ern, unter Leitung von Bruno Flierl, die ich mit meinem Vater machte, wurde mir klar, welche großen Vorbilder er hatte.) Nach der Wende gab es keine Hauptstadt mehr, und der Hauptbahnhof wurde wieder Ostbahnhof. Keiner schätzte mehr diesen Bau und die Deutsche Bahn wollte Shoppingcenter in ihren Bahnhöfen.“

### Friedrichstraße
Swora war ebenfalls Generalprojektant der Friedrichstraße Nord (nördlich der Spree) und mit der Gestaltung und Umsetzung verschiedenster Planungen betraut. Mit seinem Architektenkollektiv realisierte er in den 1980ern u. a. das Haus der Sowjetischen Wissenschaft und Kultur, 1984, und das Wohn- und Geschäftshaus Quartier 401 (Spreeterrassen) an der Weidendammer Brücke, 1988–90 sowie das Quartier 303 an der Ecke Claire-Waldoff-Straße.

### Selbstständigkeit
Nach der Wende gründete Swora 1991 ein eigenes Architekturbüro in der Architekten- und Ingenieurgesellschaft (AIG), die als Teil-Rechtsnachfolger des IHB Projektierung kontinuierlich Bauvorhaben in Berlin und in den neuen Bundesländern realisierte. Mitarbeiter waren u. a. Margarita Stefanenko, Günter Kunert, Gerd Piper. Aufgrund einer schweren Krankheit musste Swora Ende der 1990er Jahre seine Tätigkeit beenden und übergab das Büro seinen Mitarbeitern.

## Projekte (Zusammenfassung und Auswahl)
- 1961: Bürogebäude Storkower Straße, mit Manfred Prasser
- 1964: Wohnungsbau Brüderstraße/Friedrichsgracht, mit Heinz Graffunder und Eckart Schmidt
- 1966: Ungarische Botschaft in Berlin
- 1968: Bürogebäude in der Karl-Liebknecht-Straße
- 1973: Haus des Berliner Verlages und Pressecafé[3]
- 1973–1976: Palast der Republik als stellvertretender Chefarchitekt
- 1976–1990: Chefarchitekt der Charité-Neubauten
- 1977–82: Neubau Speiseversorgung, Chirurgisches Zentrum und Bettenhaus der Charité
- 1984: Russisches Haus der Wissenschaft und Kultur
- 1987: Umbau/Neubau des Ostbahnhof: Empfangsgebäude, Verwaltungsgebäude, Parkgeschoss
- 1980er: Generalprojektant Friedrichstraße Nord im Rahmen der Neugestaltung der Friedrichstraße
- 1988–90: Wohn- und Geschäftshaus Quartier 401 (Spreeterrassen) an der Weidendammer Brücke
- 1988–90: Wohn- und Geschäftshaus Quartier 303
- Projektierung zahlreicher Schwimmhallen, u. a. auf der Fischerinsel, in Pankow und im Ernst-Thälmann-Park.
- Nach 1990:
  - Planungen ICE-Wartungshalle für die DB in Berlin-Rummelsburg,
  - Sanatorium in Buckow,
  - Schulgebäude in Marzahn,
  - verschiedene Wohnungsbauprojekte.

Realisierte Bauten
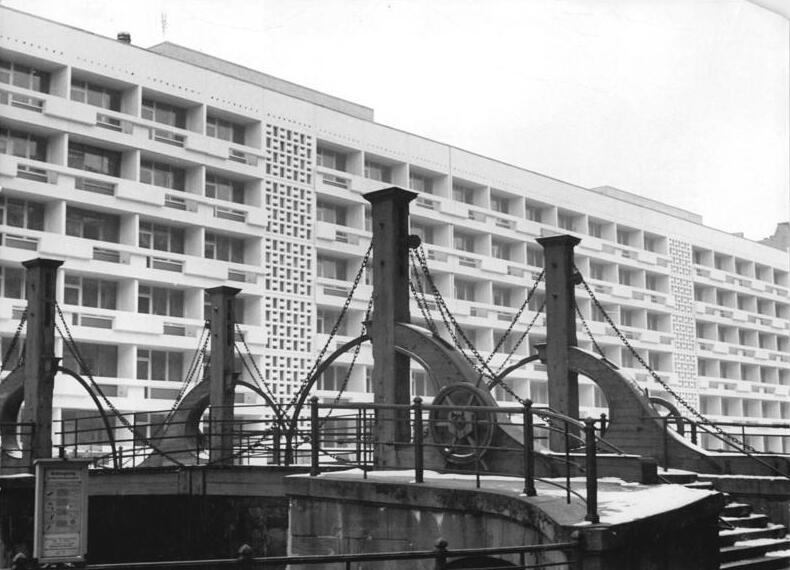
Bauten an der Friedrichsgracht 1966
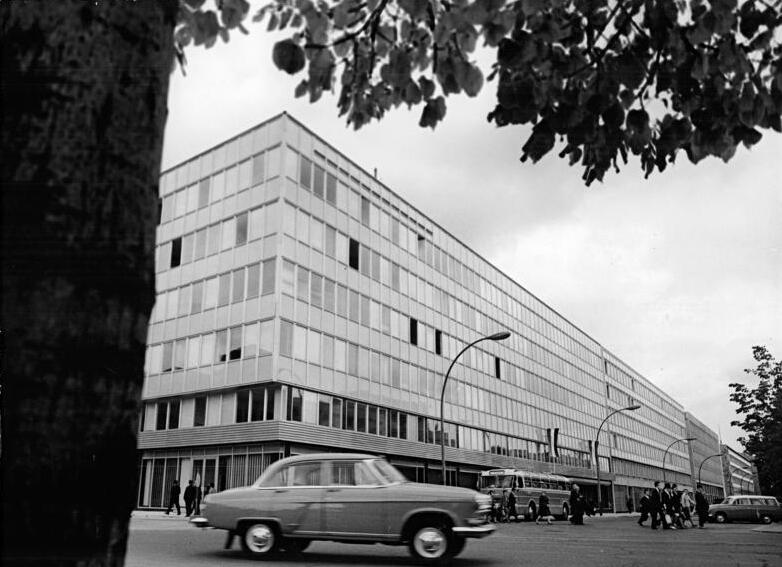
Ungarische Botschaft 1966
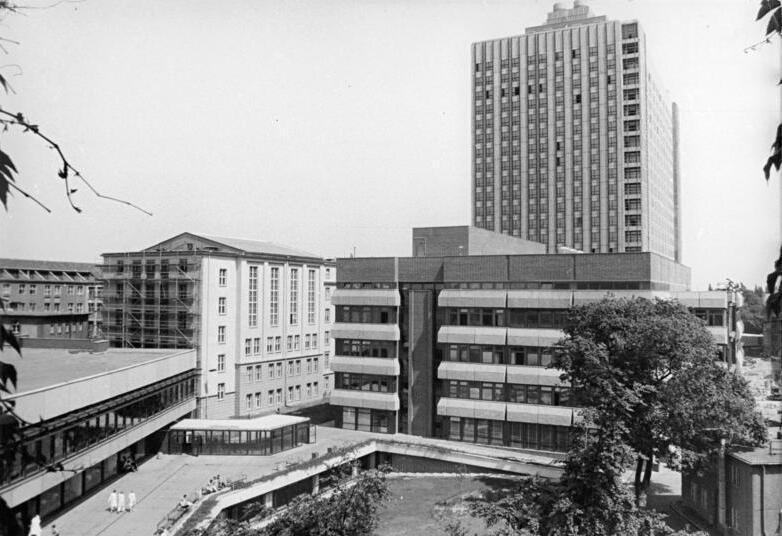
Charité-Neubauten 1982
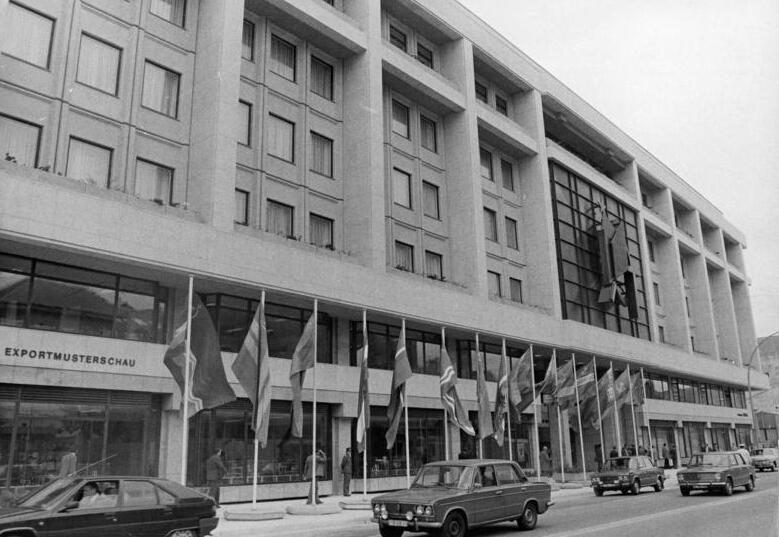
Haus der Sowjetischen Wissenschaft und Kultur 1984
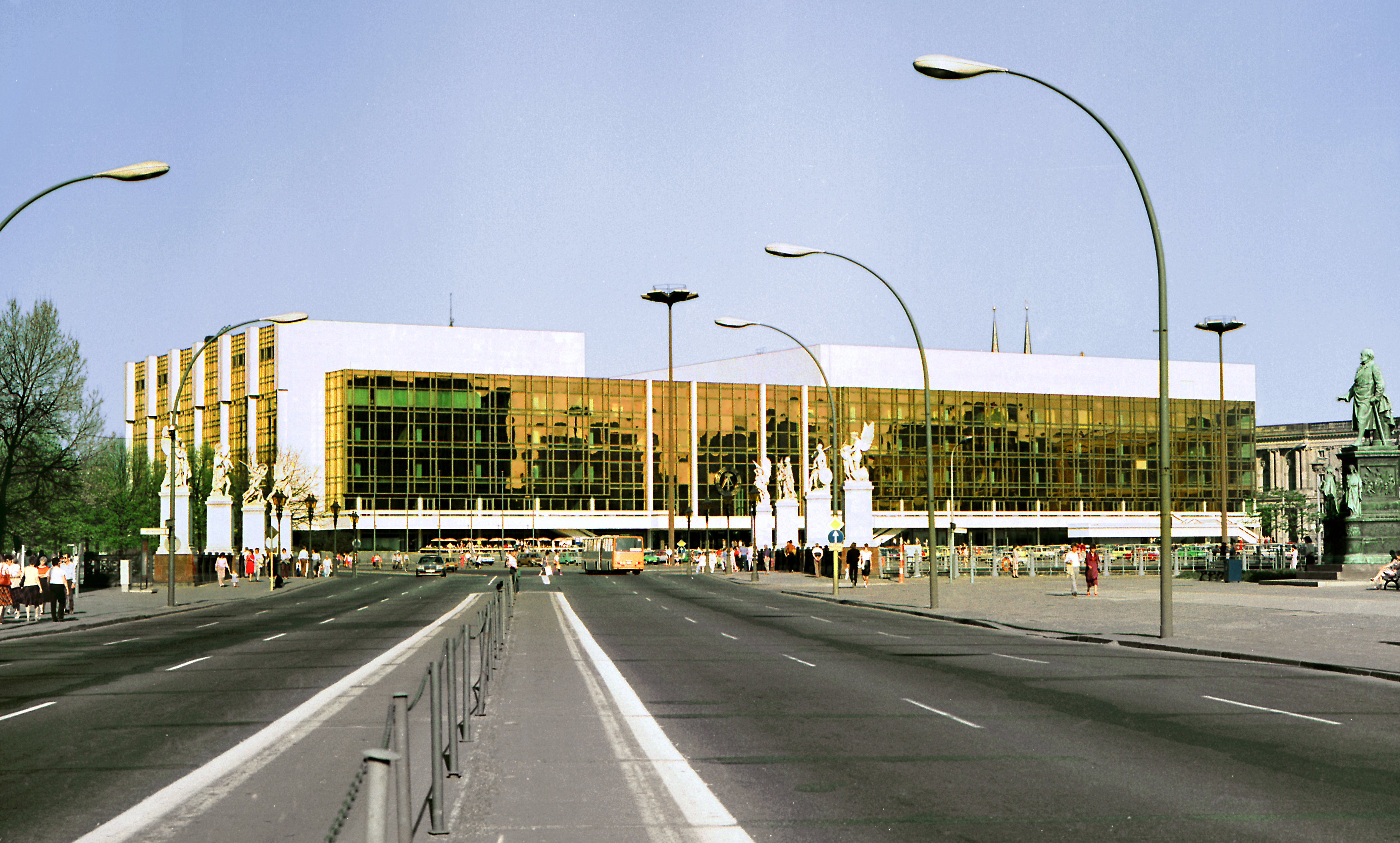
Palast der Republik 1986
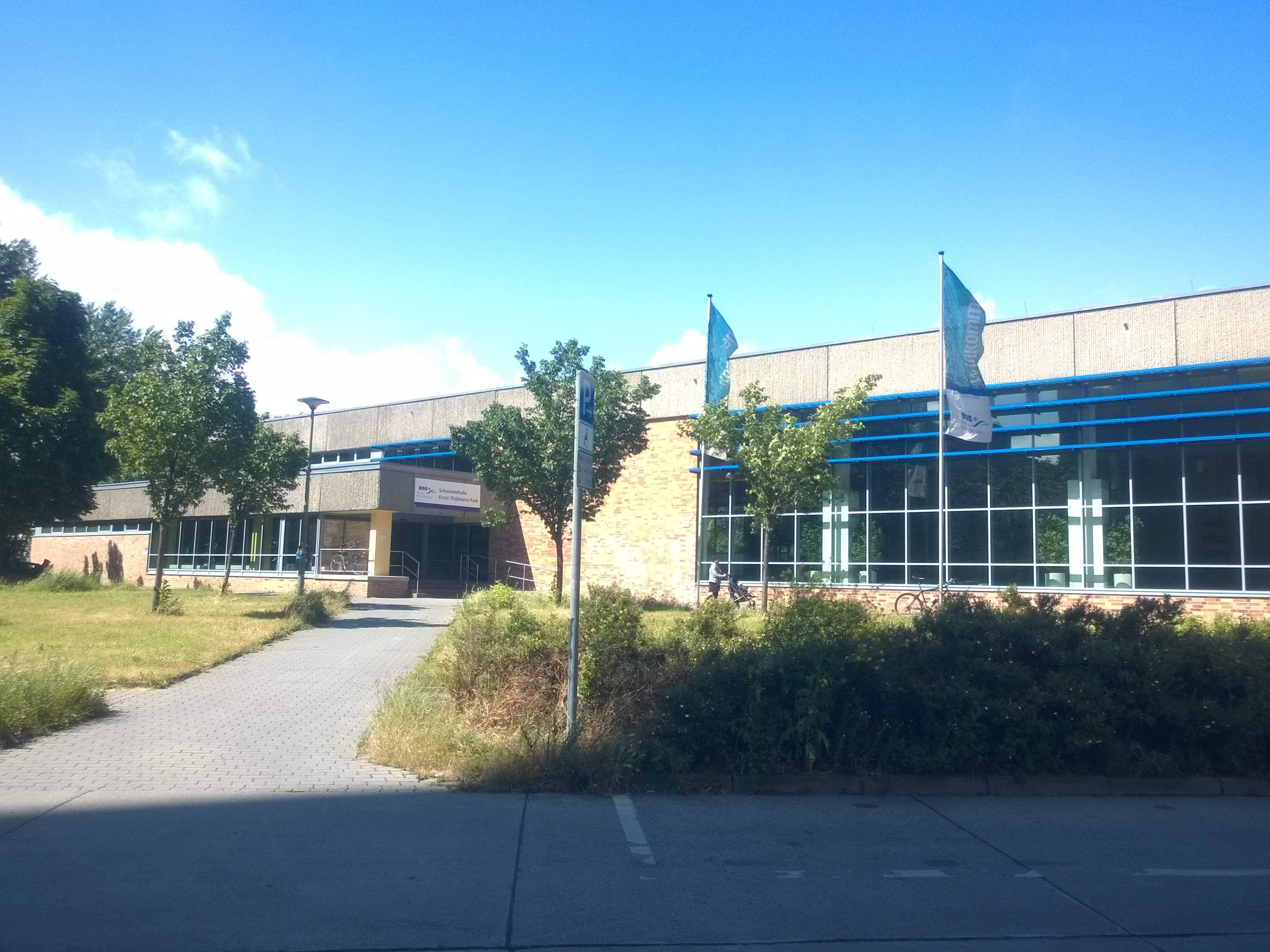
Schwimmhalle im Ernst-Thälmann-Park
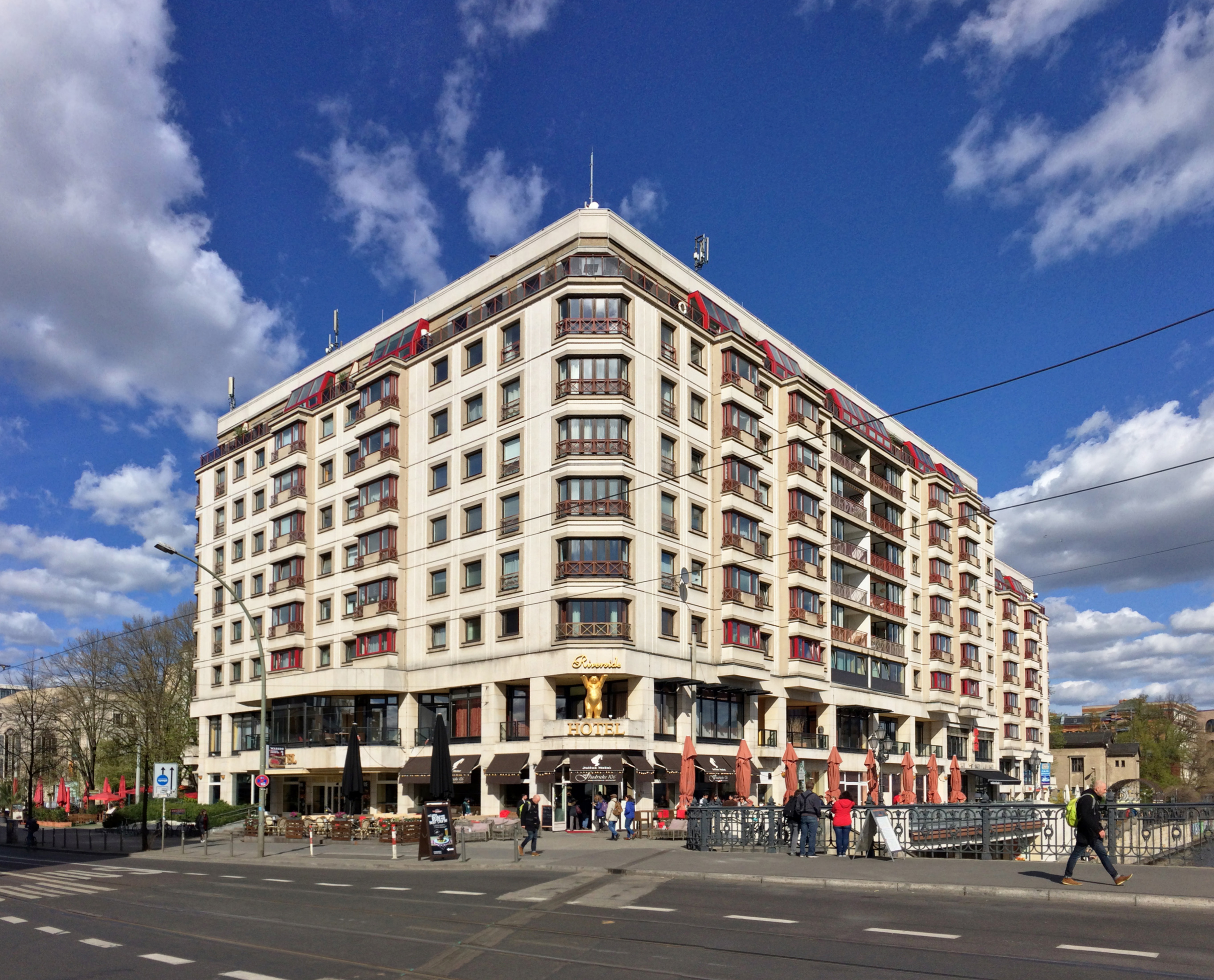
Wohn- und Geschäftshaus Quartier 401, 1988–90
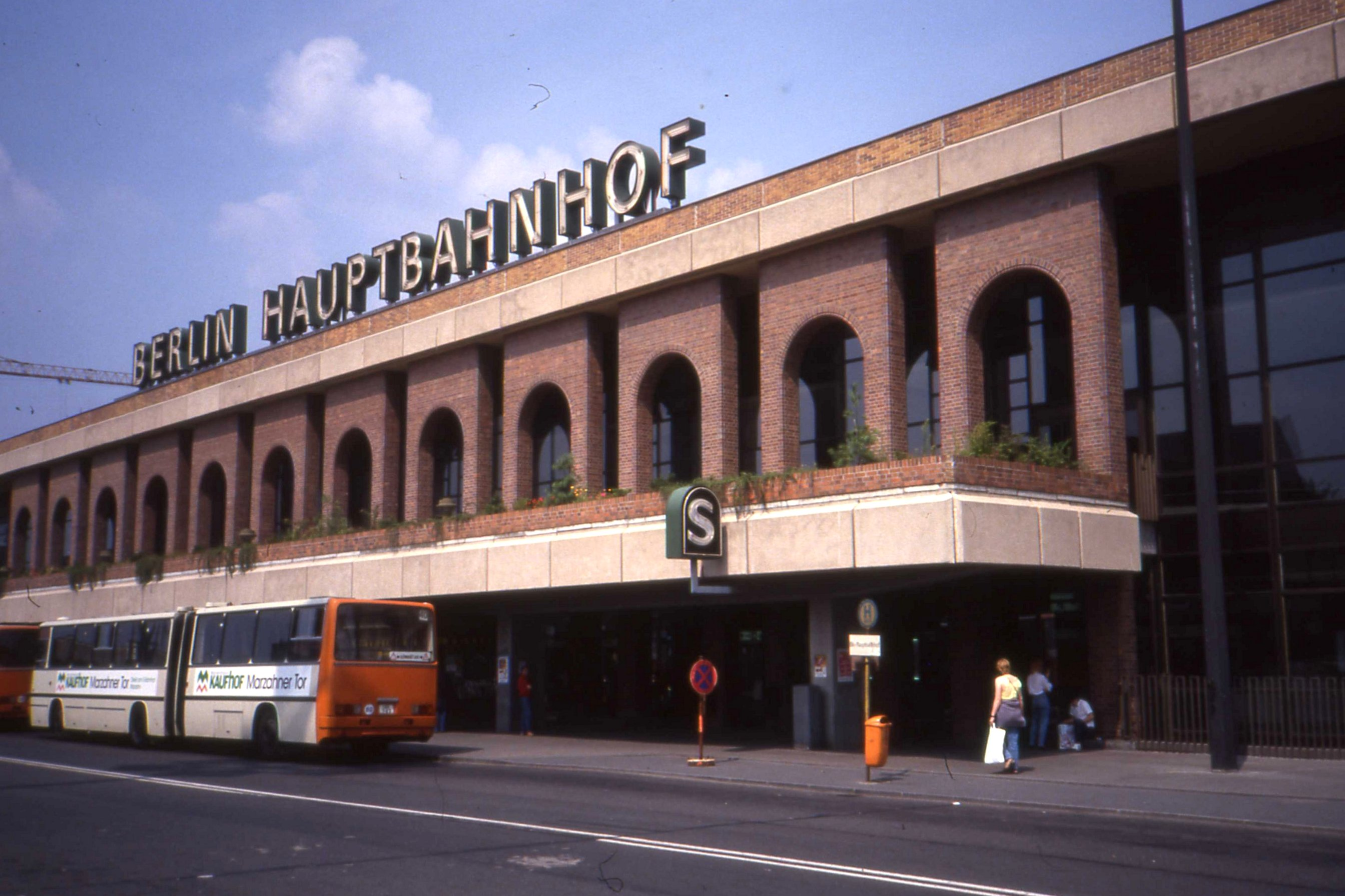
Neugestaltetes Empfangsgebäude des Ostbahnhofs
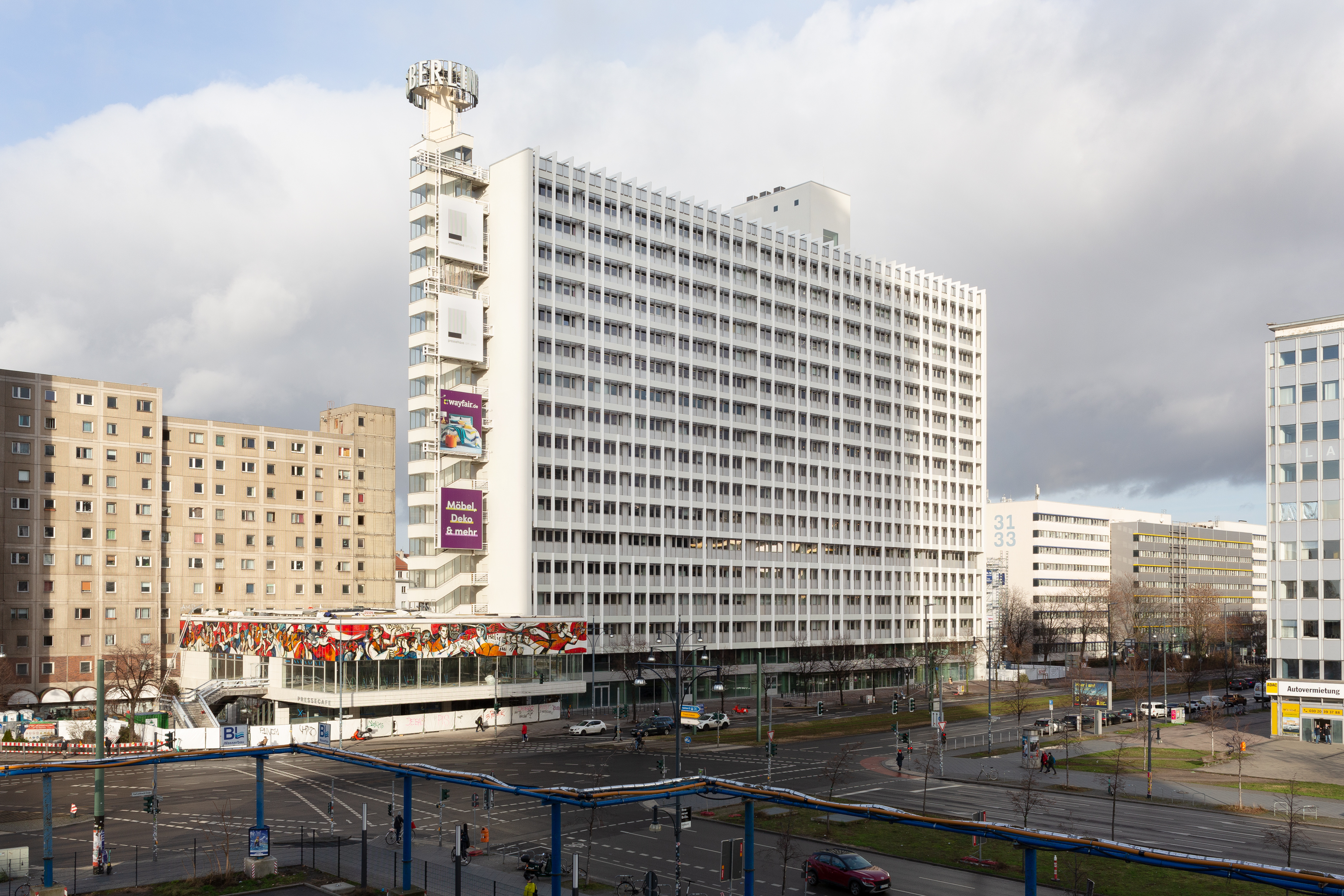
Haus des Berliner Verlags mit Pressecafé 2022

## Auszeichnungen
Für seine Bauten wurde Swora mit dem Nationalpreis I. und II. Klasse, dem Architekturpreis, dem Goethepreis und mit der Schinkelmedaille in Silber und Bronze ausgezeichnet.

## Ausstellungen
- 2015: Berlinische Galerie Radikal Modern, Planen und Bauen im Berlin der 1960er Jahre[6]
- 2021: Berlinische Galerie Anything Goes? Berliner Architekturen der 1980er Jahre[7]
- 2021: Berlin ifa–Institut für Auslandsbeziehungen e.V. Zwei deutsche Architekturen 1949–1989[8]
- 2024: Hin und weg, der Palast der Republik ist Gegenwart.[9]